# 4-Nitropyridin-N-oxid
4-Nitropyridin-N-oxid ist eine chemische Verbindung aus der Gruppe der aromatischen Nitroverbindungen und ein Derivat von Pyridin. Die Substanz wird als Katalysator eingesetzt.

## Herstellung
4-Nitropyridin-N-oxid kann durch Nitrierung von Pyridin-N-oxid in guter Ausbeute dargestellt werden. Hierzu wird Pyridin-N-oxid mit einer Mischung aus Schwefelsäure und Salpetersäure bei erhöhter Temperatur umgesetzt.

## Toxikologie
4-Nitropyridin-N-oxid wirkt vorwiegend stark toxisch auf Vögel (LD50 oral 8 mg/kg für Wildvögel, 23 mg/kg bei Hühnern und 20 mg/kg bei Tauben), während für Säugetiere wie Mäuse (oral 50 mg/kg), Ratten (107 mg/kg oral), Hunde (oral 3916 mg/kg) und Schweine (oral 7208 mg/kg) sehr viel höhere Werte ermittelt wurden. Aufgetretene Symptome waren Haut- und Augenreizungen, Zittern und Zuckungen sowie Einschränkungen bei Größenwachstum und Lungenfunktionen.
Bei Mäusen führte eine subkutane Injektion von 1,5 mg/Woche für 16 Wochen nach 450 Tagen zu Sarkomen bei drei von zehn Tieren. Bei in vitro-Studien zeigte 4-Nitropyridin-N-oxid eine genotoxische Wirkung auf Fibroblasten von Mäusen.